# Nomada vallesina
Nomada vallesina är en biart som beskrevs av Cockerell 1906. Nomada vallesina ingår i släktet gökbin, och familjen långtungebin.

## Underarter
Arten delas in i följande underarter:
- N. v. honorata
- N. v. vallesina